# Elatostema obtusidentatum
Elatostema obtusidentatum är en nässelväxtart som beskrevs av Wen Tsai Wang. Elatostema obtusidentatum ingår i släktet Elatostema och familjen nässelväxter. Inga underarter finns listade i Catalogue of Life.